# Kätkytsaari (ö i Södra Karelen, Villmanstrand, lat 61,17, long 28,41)
Kätkytsaari är en ö i Finland. Den ligger i sjön Saimen och i kommunen Villmanstrand i den ekonomiska regionen  Villmanstrands ekonomiska region  och landskapet Södra Karelen, i den södra delen av landet, 220 km nordost om huvudstaden Helsingfors. Öns area är 3,2 hektar och dess största längd är 0,5 kilometer i öst-västlig riktning.